# Calidris canutus

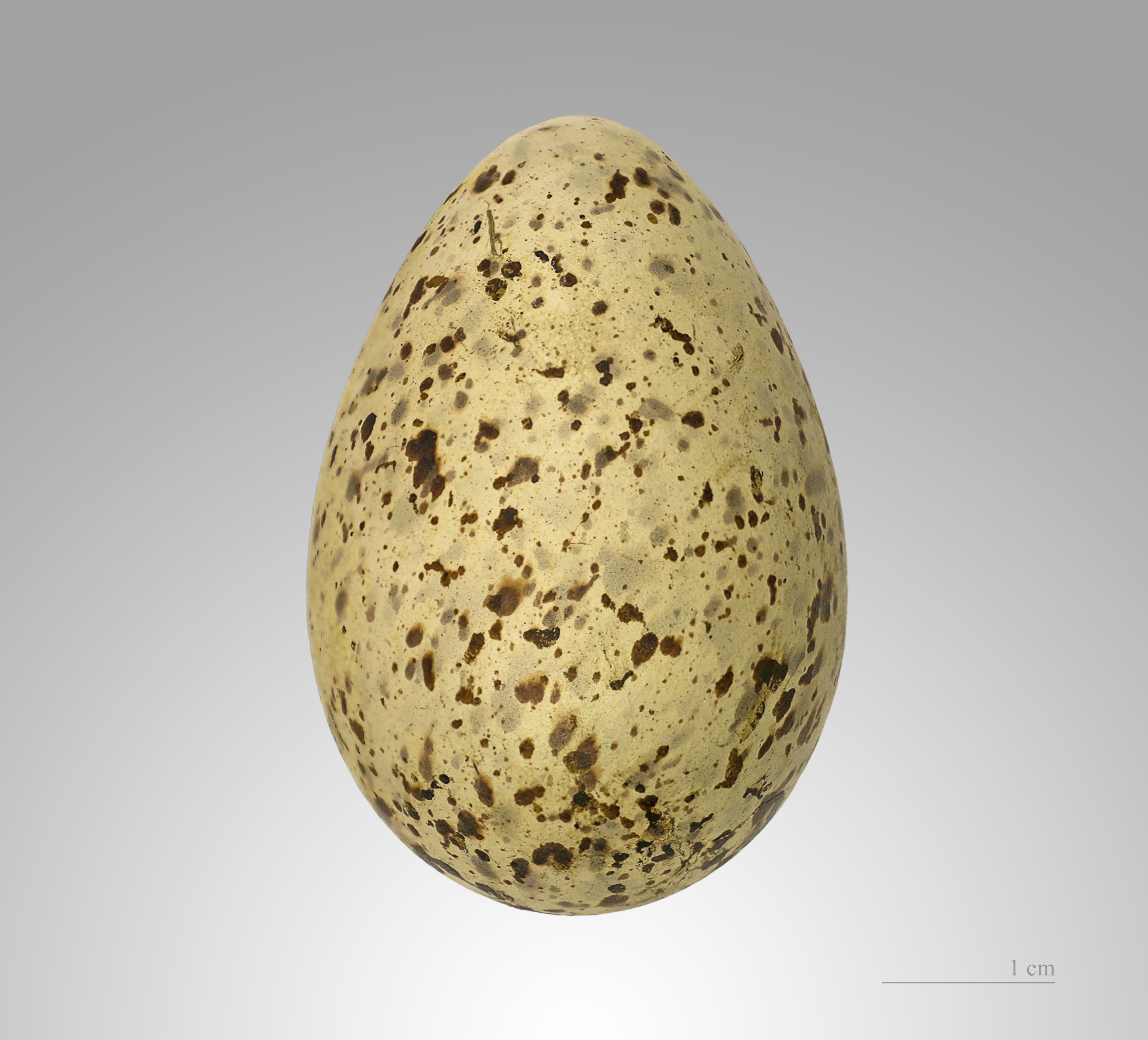
Calidris canutus

Il piovanello maggiore (Calidris canutus Linnaeus, 1758) è un uccello della famiglia degli Scolopacidi.

## Distribuzione e habitat
Questo uccello vive in tutto il mondo. È di passo sul versante orientale del Mar Adriatico, in Kazakistan e negli stati caucasici, in Giordania, Libano, Iraq e Iran, in Mozambico, Somalia, Sudan, Zambia, Botswana e Yemen, su Malta, in Lussemburgo e Romania. Manca in Antartide, nelle regioni centrali del Sahara e nella Repubblica Democratica del Congo.

## Sistematica
Comprende le seguenti sottospecie:
- C. canutus canutus (Linnaeus, 1758) diffuso nella Siberia centro-settentrionale
- C. canutus piersmai (Tomkovich, 2001)
- C. canutus rogersi (Mathews, 1913) diffuso nella penisola dei CiukciChukotsk
- C. canutus roselaari (Tomkovich, 1990) diffuso sull'isola di Wrangel e nel nord-ovest dell'Alaska
- C. canutus rufa (Wilson, A, 1813) diffuso nel Canada settentrionale
- C. canutus islandica  (Linnaeus, 1767) diffuso sulle isole del Canada e in Groenlandia